# Distrito de Celendín
El Distrito de Celendín es uno de los doce que conforman la Provincia de Celendín, ubicada en el Departamento de Cajamarca, bajo la administración del Gobierno regional de Cajamarca, en el norte del Perú.

## Historia
Por ley del 2 de enero de 1857, se eleva a Celendín a la categoría de distrito de Cajamarca.

## Población
El Distrito tiene 27 000 habitantes aproximadamente.

## Capital
La capital de este distrito es la ciudad de Celendín; por entonces ya considerada como doctrina con párroco, el 19 de diciembre de 1802, gracias a los esfuerzos previos del obispo de Trujillo Baltazar Jaime Martínez de Compañón y Bujanda.

## Autoridades

### Municipales
- 2023 - 2026[1]
  - Alcalde: Julio Cesar Chavez Rodrigo, de Frente Regional de Cajamarca.
  - Regidores:

  1. Tania Elizabeth Aliaga Chávez de Briones (Alianza para el Progreso)
  2. Arístides Ignacio Vásquez Tirado (Alianza para el Progreso)
  3. Gutemberg Eleuterio Aliaga Zegarra (Alianza para el Progreso)
  4. Edwin Willy Alfaro Delgado (Alianza para el Progreso)
  5. Sonia Maribel Reyes Rojas de Zegarra (Alianza para el Progreso)
  6. Segundo Armando Vargas Zambrano (Alianza para el Progreso)
  7. Miguel Ángel Silva Rabanal (Partido Democrático Somos Perú)
  8. Luis Alejandro Acosta Cabrera (Partido Democrático Somos Perú)
  9. José Edison Pinedo Mariñas (Acción Popular)

## Festividades
- Enero: Niño Dios de Pumarume.
- Febrero: Carnavales
- Julio-agosto: Feria Patronal.
- Septiembre: Aniversario de la Provincia.

## Proyecto hidroeléctrico
El distrito de Celendín es uno de los distritos de la provincia del mismo nombre donde se desarrollará el proyecto de la Central Hidroeléctrica Chadín 2, que generará 700MW de energía renovable aprovechando la fuerza de las aguas del río Marañón.